# San José de las Cruces
San José de las Cruces är en ort i Mexiko.   Den ligger i kommunen Silao de la Victoria och delstaten Guanajuato, i den centrala delen av landet, 280 km nordväst om huvudstaden Mexico City. San José de las Cruces ligger 1 768 meter över havet och antalet invånare är 236.
Terrängen runt San José de las Cruces är en högslätt. Runt San José de las Cruces är det ganska tätbefolkat, med 207 invånare per kvadratkilometer. Närmaste större samhälle är Silao, 10,9 km nordväst om San José de las Cruces. Trakten runt San José de las Cruces består till största delen av jordbruksmark.